# SN 2004aj
SN 2004aj – supernowa typu Ia odkryta 18 lutego 2004 roku w galaktyce A142037-1224. W momencie odkrycia miała maksymalną jasność 22,30m.